# Pieter Bergsma

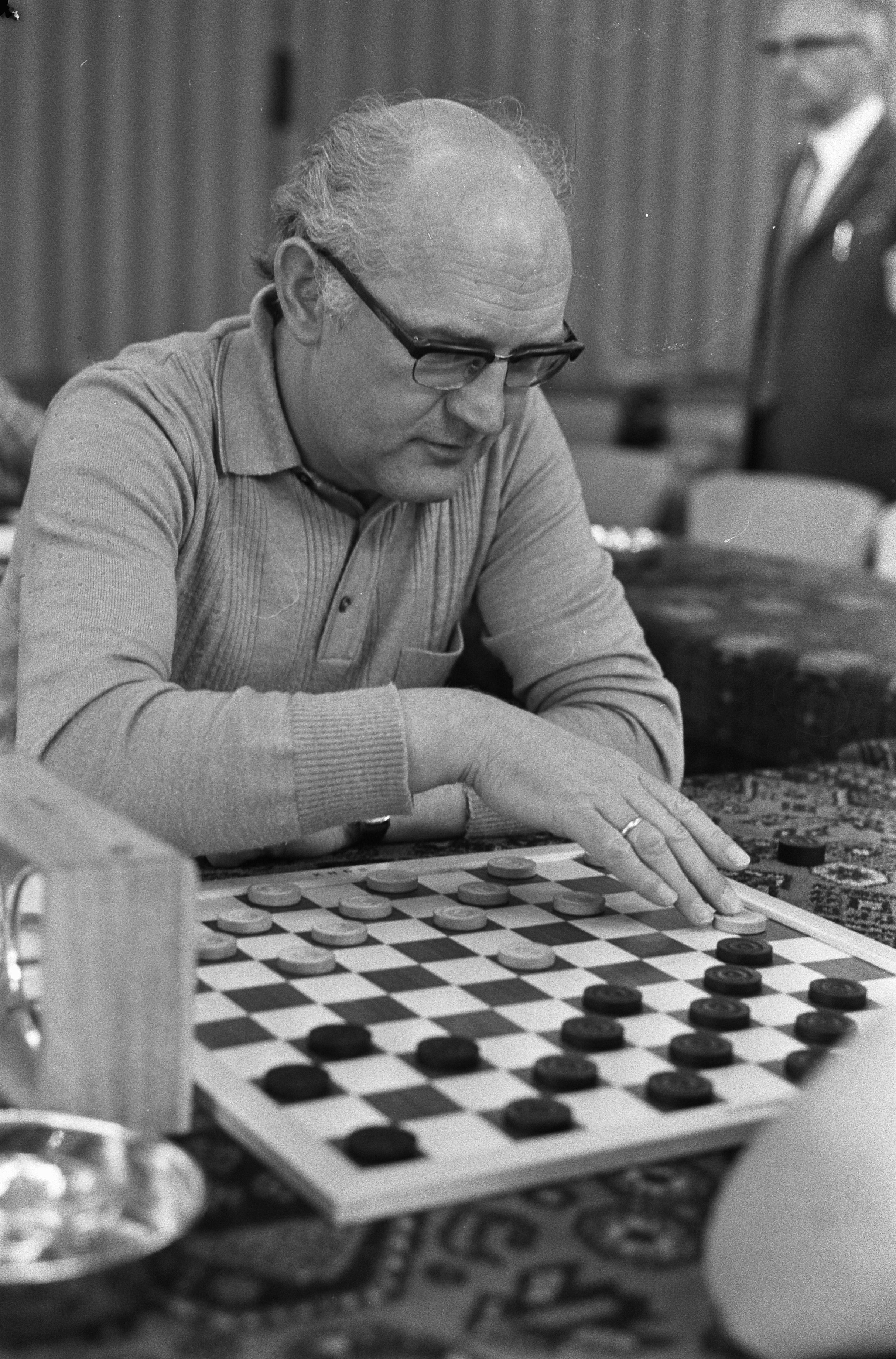
Pieter Bergsma tijdens het NK 1974.

Pieter Bergsma (Wartena, 21 juni 1927 - Terwispel, 21 juni 2012)  was een Nederlandse dammer die Nederlands kampioen 1968 werd. Hij is recordkampioen van Friesland met 14 titels (de eerste in 1948 en de laatste in 1984). Hij nam deel aan het Europees kampioenschap van 1971 en 1974. Hij was ook actief in het korfbal en was in de jaren 70 van de 20e eeuw trainer/coach van de korfbalclub LDO in Terwispel.
Hij is in het bezit van de titels Internationaal Meester en Nationaal Grootmeester.